# Schober (Schladminger Tauern)
Der Schober ist ein 2133 m ü. A. hoher Berg in den Schladminger Tauern, einem Teil der Großgruppe Niedere Tauern in Österreich.

## Lage und Umgebung
Der Berg befindet sich auf der Gemarkung der Gemeinde Schladming an der westlichen Grenze des Bundeslandes Steiermark zum Bundesland Salzburg. Über die nahegelegenen Berge Rippetegg (2126 m ü. A.) und Gasselhöhe (2001 m ü. A.) verläuft die Grenze zwischen den beiden Bundesländern. Mit diesen Bergen bildet der Schober den nördlichen Abschluss der Kalkspitzen-Gruppe, die sich vom Hauptkamm der Schladminger Alpen mit den Bergen der Lungauer Kalkspitze (2471 m ü. A.) und der Steirische Kalkspitze (2459 m ü. A.) über die Nebelspitze (2134 m ü. A.), den Weitgaßbretter (2459 m ü. A.), die Mahdspitze (1990 m ü. A.) und die Steinkarhöhe (2105 m ü. A.) nach Norden ausdehnt. Am Berg befinden sich einige Bergseen. Das sind am Westhang der Obersee (1930 m), der Spiegelsee (auch Mittersee, 1861 m), der Untersee (1695 m) und am Südosthang der Schobersee (1735 m).

## Zugang
Als Ausgangspunkt kann die Reiteralm dienen, die mit der Seilbahn Preunegg-Jet vom Preunegger Ortsteil Holzer oder über eine Mautstraße von Preunegg erreicht werden kann. Der direkte Aufstiegsweg verläuft am Osthang der Gasselhöhe an den Gasselseen vorbei zum Obersee. Dort bindet sich der Einstieg des Bergpfads zum Schobergipfel. Für den Aufstieg werden etwa 2,5 Stunden benötigt. Ein Rundweg startet mit dem Aufstieg zur Gasselhöhe und verläuft dann weiter über einen Grat zur Rippetegg. Nach kurzem Abstieg zum Obersee findet sich der Aufstiegsweg zum Gipfel. Der Abstieg zur Reiteralm führt dann über die Gasselseen. Für den Rundweg muss eine Gehzeit von 4,5 bis 5 Stunden eingeplant werden. Mit der Reiteralmhütte, Gasselhöh-Hütte und der Eiskarhütte befinden sich bewirtschaftete Schutzhütten im Bereich der Reiteralm.